# مسحوق الطعام
يعد مسحوق الطعام الأكثر شهرة من أشكال الطعام المتواجدة في الأسواق.البودرة ( المسحوق) عبارة عن جزيئات المادة مرتبة على حسب الأحجام تتراوح من النانومتر إلى المليمتر والتي من أبرز صفاتها أنها تتحرك بسهولة ومرونة. هدفنا الأساسي عندما نقوم بتحويل الطعام الصلب إلى بودرة تسهيل الاستخدام فالبودرة كما ذكرنا سابقاً سهلة الحركة مقارنة مع الطعام الصلب. وكما يمكننا تصنيف البودرة بناءً على حجم الجزيئات وكذلك على حسب المصدر الذي أُخذت منه هذه المادة. هنالك العديد من الخصائص للجزيئات مثل: الحجم، طريقة التوزيع، الشكل، خصائص السطح ( أملس، خشن) ، الكثافة
جميع هذه الخصائص تعتمد بشكل أساسي على خصائص المواد الخام التي أُخذت منها هذه الجزيئات وكذلك على طريقة التحضير.
كما وأن جميع هذه الخصائص التي تمتلكها الجزيئات تؤثر بدور أساسي على خصائص البودرة مثلا ً: مدى انسيابيتها، قابليتها للتغليف، سهولة حملها ونقلها من مكان لآخر، هل لها قابلية لتكوين غبار أم لا، قدرتها ع الخلط، قابليتها للانضغاط والكبس، وخصائص سطحها كذلك.

## الخصائص

### التركيبة الجزيئية

يعرض الشكل صورة للحالة البلورية (أعلاه) وغير متبلورة (أدناه) من المسحوق.

قد تكون البودرة إما على شكل كرستالات أو امورفس، وهذه التقسيمات بناءً على الطريقة المستخدمة في تحضير البودرة.
فنقول أن البودرة على شكل كرستالات إذا كانت: جزيئاتها مرتبة ومتناسقة جداً ولا يوجد بينها فراغات نهائياً. ومن الأمثلة عليها: الملح، السكر، الحموض العضوية. أما إذا كانت الجزيئات غير مرتبة وعشوائية وبينها فراغات نقول أنها على شكل أمورفس، مثل: العسل، الفواكه، الخضراوات.

### تكوين سطح المسحوق وإجمالي مساحة السطح
```
يتميز المسحوق بمساحة السطح الكبيرة مما يعطيه خاصية امتصاص الماء بسهولة. ومن الجدير بالذكر أن سرعة وكمية امتصاص الماء تعتمد على عدة عوامل منها: 
```

مساحة السطح الكبيرة الواسعة، مدى وجود فراغات وثقوب في المادة، حجم المادة.
ولأن الباودر يمتلك مساحة سطح كبيرة يكون له قدرة على امتصاص الماء بسهولة أكثر من المواد ذات الحجم الكبير ومساحة السطح القليلة.

## التكوين
في العديد من العمليات يكون المسحوق مهم جداً وخاصة في عمليتي: الخلط، التذويب. وكما ويمكننا أن نحصل على الباودر من خلال أن نذوب المادة الصلبة الكبيرة بالماء ومن ثم نقوم بطحنها وتنشيفها.